# Charlotte Knights
Charlotte Knights – amerykańska drużyna baseballowa mająca swoją siedzibę w Charlotte w stanie Karolina Północna.
Od 1999 roku jest klubem farmerskim drużyny Chicago White Sox.